# Ranghi reali e nobiliari
I ranghi tradizionali tra i reali europei, i pari, e la nobiltà è radicata nella tarda antichità e nel Medioevo. Anche se variano nel tempo e tra le regioni geografiche (ad esempio, il principe di una regione può essere uguale a un altro granduca), il seguito è un elenco abbastanza completo che fornisce informazioni sia sui ranghi generali che le specifiche differenze.

## Ranghi e titoli

### Sovrano
Titoli generalmente usati
- Imperatore, re dei re (cioè altri sovrani), è il sovrano di un impero
- Re, governatore[1] di un regno (i Re sovrani sono classificati al di sopra dei re vassalli)
- Duca, governatore di un ducato come gli stati principeschi del tedesco e Sacro Romano Impero
- Principe, Fürst in tedesco, governatore[1] di un Principato

Titoli specifici di uno o alcuni regni
- Papa (anche "Supremo Pontefice della Chiesa Universale e Vicario di Cristo"); il Papa è anche il sovrano assoluto dello stato sovrano della Città del Vaticano
- Zar in bulgaro, serbo, russo e croato deriva da Cesare cioè Imperatore, indica la dignità imperiale nei suoi usi russo e bulgaro
- Maharaja in India, Nepal (et cetera) "Maha" un prefisso che significa sommo e "Raja" che significa re, quindi "sommo re" Imperatore
- Doge nelle Repubbliche di Genova e Venezia, era un duca sovrano, il titolo nasce dall'unione di Rex e Dux, ed indossava la corona ducale quello genovese, e il corno ducale quello veneziano; successivamente assunsero entrambi rango reale, indossando la corona regia
- Kaiser rango tedesco deriva da Cesare cioè Imperatore
- Rí titolo gaelico che significa re di cui esistevano diversi gradi, il maggiore dei quali era Ard Rí (sommo re, vedi sotto)
- Shahanshah, Scià degli Scià, quindi Imperatore
- Khakhan Khan di tutti i Khan, quindi Imperatore
- Padishah, Sultano, Hunkar titolo turco (ottomano), governatore[1] di un sultanato
- Emiro titolo arabo, governatore di un Emirato
- Califfo governatore di un Califfato, titolo islamico che indica i successori di Maometto, sia leader religioso che secolare
- Raja in India, Nepal etc, è il titolo che denota il governatore di un regno
- Scià in Iran (Persia) riferendosi alla Shahanshah (Imperatore)
- Khan (mongolo o turco) sovrano di un khanato (soprattutto dell'Asia centrale, ma esistente anche in territorio mongolo/turco in Russia, Ucraina, Crimea, Medio Oriente attuale Iran, e parti dell'India)
- Yang di-Pertuan Agong in Malaysia, è il titolo del re, e significa "Colui che si fa signore supremo"
- Tunku o Tengku in Malaysia è il titolo per i principi e le principesse dei nove Stati con le Famiglie Reali
- Sommo Re utilizzati nella cultura gaelica ed ellenica per designare colui che governava sui re minori
- Arciduca, prima del 1806 il governatore dell'Arciducato d'Austria
- Granduca governatore[1] di un Granducato

## Altri sovrani, reali, pari e nobiltà
Vari ranghi sono stati ampiamente utilizzati (per più di un migliaio di anni solo in Europa) sia per i sovrani regnanti che per i non sovrani. Quasi tutti i ranghi che seguono erano comunemente sia sovrani che non sovrani all'interno del Sacro Romano Impero. Al di fuori del Sacro Romano Impero, il rango sovrano più comune di quelli più sotto era quello di Principe.
Titoli
- Gran Principe sovrano di un grande principato; un titolo utilizzato principalmente nei principati russi medievali, ma fu utilizzato anche dai Romanov dell'Impero russo per i membri della famiglia imperiale
- Arciduca sovrano di un arciducato; era generalmente solo un rango sovrano quando veniva utilizzato dai regnanti dell'Austria, ma anche utilizzato dagli Asburgo del Sacro Romano Impero, dell'Impero austriaco, e l'Impero austro-ungarico per i membri della famiglia imperiale, era anche usato per alcuni governatori dei territori degli Asburgo, come quelli che sono diventati le attuali nazioni del BeNeLux (Belgio, Paesi Bassi, Lussemburgo)
- Conte palatino, o abbreviato "Palatino": titolo originariamente creato da Carlo Magno; per tutta la durata del Sacro Romano Impero indicava un funzionario che aveva ricevuto il titolo direttamente dall'Imperatore e che era legato da vassallaggio diretto (feudale o solo personale) all'Imperatore; poteva quindi connotare sia un funzionario della corte reale sia un feudatario periferico. Anche nel Regno di Francia il titolo di "Conte palatino" veniva talvolta conferito a feudatari periferici o a membri della corte reale[2]. È sempre stato considerato di rango superiore a quello ducale e immediatamente inferiore a quello di principe ereditario e di sangue. In Italia furono Conti palatini i Conti di Santa Fiora, visto che tale contea a una certa epoca divenne feudo diretto del Sacro Romano Imperatore, e i Conti di Lomello; oppure il titolo di Conte Palatino venne conferito, senza feudo, cosiddetto "appoggiato sul solo cognome", ad alcune famiglie (ad es. nel XVIII secolo ad una famiglia di nobili del Comune di Novara di origine tortonese)[3]; oppure ancora venne conferito come titolo vitalizio non ereditario ad alcuni diplomatici illustri.
- Duca governatore[1] di un ducato[4] anche per i membri più giovani di alcune famiglie ducali e granducali
- Principe, Prinz in tedesco; i membri minori di una famiglia reale, ducale o principesca (il titolo di Fürst per i capi delle famiglie principesche e qualche volta tutti i membri)
  - In particolare Principe ereditario, Kronprinz in tedesco, era riservato all'erede apparente di un imperatore o di un re
- Konungr titolo dato ai re vichinghi, talvolta sovrano di più conti (Jarl)
- Infante titolo per i membri cadetti delle famiglie reali di Spagna e Portogallo
- Elettore, Kurfürst in tedesco; un rango per coloro che votavano per l'Imperatore del Sacro Romano Impero, di solito sovrano di uno stato (ad esempio, il Margravio di Brandeburgo, un elettore, chiamato Elettore di Brandeburgo)
- Marchese, Margravio era il governatore di un marchesato, margraviato o marca
- Langravio era il governatore di un langraviato
- Conte teoricamente il governatore di una contea, noto come Earl nel moderno Regno Unito e Jarl nell'età vichinga.
- Visconte (vice-conte), teoricamente il governatore di una Viscontea
- Freiherr titolare di una baronia allodiale - I Freiherr sono baroni di "più alto" livello
- Barone teoricamente il governatore di una baronia - alcuni baroni in alcuni paesi potrebbero essere stati "baroni liberi" (liber baro) e come tale, considerano (se stessi) come baroni di livello superiore
- Edelfrei cavalieri liberi del Sacro Romano Impero

Per quanto riguarda i titoli di un duca e un principe: in Germania un duca sovrano (Herzog) è di grado superiore ad un principe sovrano (Fürst), ma un principe reale cadetto (Prinz) è di grado superiore ad un duca cadetto o ad una famiglia ducale o granducale. Nella nobiltà tedesca, nonché, essere creato duca era un onore maggiore di quello di essere creato principe. I figli di un duca erano, a volte, titolati come duchi o principi; i figli principeschi erano titolati come principi. In particolare, l'erede apparente di certo titolo apponeva il prefisso Erb- (ereditario) al loro rispettivo titolo, Erbherzog, Erbprinz, Erbgraf, Erbherr etc., per distinguersi dai loro fratelli minori.